# Temporada 1951-52 de los Syracuse Nationals
La Temporada 1951-52 fue la tercera de los Syracuse Nationals en la NBA. La temporada regular acabó con 40 victorias y 26 derrotas, ocupando la primera posición de la División Este y clasificándose para los playoffs, en los que cayeron en las finales de división ante New York Knicks.

## Elecciones en elDraft
| Ronda | Puesto | Jugador         | Posición   | Nacionalidad   | Universidad        |
| ----- | ------ | --------------- | ---------- | -------------- | ------------------ |
| 1     | 5      | John McConathy  | Alero      | Estados Unidos | Northwestern State |
| 2     | 14     | Don Savage      | Base/Alero | Estados Unidos | Le Moyne*          |
| 3     | 24     | Bato Govedarica | Base       | Estados Unidos | DePaul             |

## Temporada regular
| División Este           | División Este | División Este | División Este | División Este | División Este | División Este | División Este | División Este |
| Equipo                  | G             | P             | %             | PD            | Casa          | Fuera         | Neutral       | Div           |
| ----------------------- | ------------- | ------------- | ------------- | ------------- | ------------- | ------------- | ------------- | ------------- |
| x-Syracuse Nationals    | 40            | 26            | .606          | -             | 26-7          | 12-18         | 2-1           | 21-15         |
| x-Boston Celtics        | 39            | 27            | .591          | 1             | 22-7          | 10-19         | 7-1           | 22-14         |
| x-New York Knicks       | 37            | 29            | .561          | 3             | 21-4          | 12-22         | 4-3           | 23-13         |
| x-Philadelphia Warriors | 33            | 33            | .500          | 7             | 24-7          | 6–25          | 3-1           | 14-22         |
| Baltimore Bullets       | 20            | 46            | .303          | 20            | 17-15         | 2–22          | 1-9           | 10-26         |

## Playoffs

### Semifinales de División
Syracuse Nationals - Philadelphia Warriors
| Fecha       | Partido                                          | Ciudad     |
| ----------- | ------------------------------------------------ | ---------- |
| 20 de marzo | Syracuse Nationals 102, Philadelphia Warriors 83 | Syracuse   |
| 22 de marzo | Philadelphia Warriors 100, Syracuse Nationals 95 | Filadelfia |
| 23 de marzo | Syracuse Nationals 84, Philadelphia Warriors 73  | Syracuse   |
|             | Syracuse gana las series 2-1                     |            |

### Finales de División
Syracuse Nationals vs. New York Knicks
| Fecha      | Partido                                    | Ciudad     |
| ---------- | ------------------------------------------ | ---------- |
| 2 de abril | Syracuse Nationals 85, New York Knicks 87  | Syracuse   |
| 3 de abril | Syracuse Nationals 102, New York Knicks 92 | Syracuse   |
| 5 de abril | New York Knicks 99, Syracuse Nationals 92  | Nueva York |
| 8 de abril | New York Knicks 100, Syracuse Nationals 93 | Nueva York |
|            | New York gana las series 3-1               |            |

## Estadísticas
| Rk | Jugador          | Edad | P  | PT | MP   | TC  | TCI  | %TC  | 3P | 3PI | %3P | TL  | TLI | %TL  | RO | RD | RT   | AS  | RB | TAP | BP | FP  | PTS  |
| 1  | Dolph Schayes    | 23   | 63 |    | 31.8 | 4.2 | 11.7 | .355 |    |     |     | 5.4 | 6.7 | .807 |    |    | 12.3 | 2.9 |    |     |    | 3.4 | 13.8 |
| 2  | Red Rocha        | 28   | 66 |    | 38.5 | 4.5 | 11.3 | .401 |    |     |     | 3.8 | 5.0 | .770 |    |    | 8.3  | 1.9 |    |     |    | 3.8 | 12.9 |
| 3  | George King      | 23   | 66 |    | 28.6 | 3.6 | 8.8  | .406 |    |     |     | 2.8 | 4.0 | .712 |    |    | 4.2  | 3.7 |    |     |    | 3.0 | 10.0 |
| 4  | Paul Seymour     | 24   | 66 |    | 33.5 | 3.1 | 9.3  | .335 |    |     |     | 2.8 | 3.7 | .759 |    |    | 3.4  | 3.3 |    |     |    | 2.5 | 9.1  |
| 5  | Bill Gabor       | 29   | 57 |    | 19.0 | 3.0 | 9.4  | .322 |    |     |     | 2.5 | 3.2 | .776 |    |    | 1.6  | 1.5 |    |     |    | 3.3 | 8.6  |
| 6  | Noble Jorgensen  | 26   | 66 |    | 20.0 | 2.9 | 7.0  | .413 |    |     |     | 2.3 | 2.8 | .797 |    |    | 4.4  | 1.0 |    |     |    | 2.9 | 8.0  |
| 7  | Al Cervi         | 34   | 55 |    | 15.5 | 1.8 | 5.1  | .354 |    |     |     | 4.0 | 4.5 | .883 |    |    | 1.6  | 2.7 |    |     |    | 3.2 | 7.6  |
| 8  | George Ratkovicz | 29   | 66 |    | 20.5 | 2.5 | 7.2  | .349 |    |     |     | 2.5 | 3.7 | .674 |    |    | 5.0  | 1.4 |    |     |    | 3.6 | 7.5  |
| 9  | Wally Osterkorn  | 23   | 66 |    | 26.1 | 2.2 | 6.3  | .351 |    |     |     | 3.0 | 5.1 | .594 |    |    | 6.7  | 1.8 |    |     |    | 3.4 | 7.4  |
| 10 | Gerry Calabrese  | 26   | 58 |    | 16.2 | 1.9 | 5.5  | .344 |    |     |     | 1.3 | 1.8 | .709 |    |    | 1.4  | 1.4 |    |     |    | 1.8 | 5.0  |
| 11 | Don Savage       | 23   | 12 |    | 9.8  | 0.8 | 3.6  | .209 |    |     |     | 1.5 | 2.3 | .643 |    |    | 2.0  | 1.0 |    |     |    | 1.8 | 3.0  |

## Galardones y récords
| Jugador       | Galardón                 |
| Dolph Schayes | Mejor quinteto de la NBA |